# Ålegård (fiskerimetode)
 For alternative betydninger, se Ålegård. (Se også artikler, som begynder med Ålegård)
Ålegård er en underform for fiskegård som metode for at fange ål. Ålegårde blev hovedsageligt brugt hvor det var svært at slå bundgarnspæle i, og   fandtes både i vandløb og langs kysten, og  bestod af et hegn af kviste der blev bygget for at lede ål hen til en ruse for enden af hegnet. De var ofte forsynet med en gangbro så man ikke behøvede en båd for at røgte ruserne.